# Hipparchia triantepupillata
Hipparchia triantepupillata är en fjärilsart som beskrevs av Ruggero Verity 1916. Hipparchia triantepupillata ingår i släktet Hipparchia och familjen praktfjärilar. Inga underarter finns listade i Catalogue of Life.